# Hawthornden (Apfel)
Der Apfel von Hawthornden, kurz Hawthornden, ist ein Kulturapfel, der als Zufallssämling in Hawthornden (Schottland) gezogen wurde. Er ist im deutschen Sprachraum fälschlicherweise auch als Hagedornapfel bekannt.

## Beschreibung
Der Hawthornden wird heute überwiegend als Wirtschaftsapfel verwendet. Die Frucht des Baumes ist mittelgroß bis groß, die Form unregelmäßig. Das Fleisch des Apfels ist weiß, feinzellig, sehr saftreich und von weinsäuerlichem Geschmack. Seine Grundfarbe ist grüngelb, später gelblicher; die Deckfarbe sonnenseitig blass-rot. Die Schale ist glatt, wachsig, mit zahlreichen, feinen, weißen Lentizellen. Besondere Merkmale: Flacher Apfel mit langem Stiel; großes, offenes Kernhaus und kleine, kugelige Kerne.
Zu den Eigenschaften des Baumes zählen mittelgroße, eiförmig oder elliptische Blätter. Seine Krone ist breitkugelig mit viel Quirlholz. Die Blüte ist früh bis mittelfrüh und unempfindlich. Die Sommertriebe sind schlank, braun-rot, fein punktiert, nach der Spitze schwach wollig. Der Baum trägt früh, überreich und regelmäßig. Der Apfel von Hawthornden ist bereits kurz nach dem Pflücken im Oktober genießbar und hält bis Januar.
Er gilt als einer der besten Wirtschaftsfrüchte. Als Massenträger für kleine Apfelformen verdient der Hawthornden auch die Aufmerksamkeit von Kleingärtnern. Der Baum wächst in jeder Lage sowie in jedem Boden, auch auf Grasland, und ist ungemein tragbar.

## Geschichte
Der Apfel wurde zu Hawthornden unweit von Edinburgh gezogen und ab 1790 von einer Londoner Baumschule weltweit vertrieben. Wilhelm Lauche lobte in seiner sechsbändigen Bücherfolge Deutsche Pomologie von 1882 den Apfelbaum wegen seiner „ungemeinen reichen Tragbarkeit, der Schönheit der Frucht und der Brauchbarkeit für die Wirtschaft“.
Kurze Zeit später erfuhr die Apfelsorte auch im deutschsprachigen Raum eine große Verbreitung. Da für Personen, die Englisch als Fremdsprache erlernen, Hawthornden oft schwer auszusprechen ist, wurde der Name umgangssprachlich wörtlich in Hagedornapfel übersetzt. Diese Übersetzung ist jedoch falsch. Der Apfel von Hawthornden ist keine Kombinationszüchtung mit dem Hagedorn (engl. hawthorn), sondern erhielt seinen Namen nach dem Entstehungsort: Hawthornden.